# وزارة الموارد الطبيعية (الصين)
وزارة الموارد الطبيعية (بالصينية: 中华人民共和国自然资源部) هي وزارة تابعة لحكومة جمهورية الصين الشعبية مسؤولة عن الموارد الطبيعية في الصين. تأسست في 19 مارس 2018 وتولت مسؤوليات وزارة الأراضي والموارد ومكتب الدولة للمسح ورسم الخرائط وإدارة الدولة للمحيطات.